# Leporella (relato)
Leporella es el título de un cuento del escritor austriaco Stefan Zweig. Su título hace referencia al sirviente en la ópera de Mozart Don Giovanni, Leporello.
Suele estar incluido en el libro de relatos cortos Calidoscopio. Escrito en 1929, fue publicado por primera vez en Francia en 1935, pero al español no se tradujo hasta el año 1937.   
Existe una edición del libro de relatos cortos Calidoscopio de la editorial Juventud de Barcelona. Según consta en la misma, se trata de una traducción directa del alemán realizada por José Lleonart.

## Argumento
Viena a principios de siglo XX. Crescencia, nativa del tirolés valle de Zillertal es una joven al servicio de una pareja aristócrata. La unión de estas dos personas carece de amor y la situación familiar es tensa.  
La tarea de Crescencia, por su parte, discurre a través de todo esto sin darle mucha atención, tan sólo motivada por el dinero que necesita para pasar su vejez sin trabajar. Sus días están marcados por la ausencia de expresiones de sentimientos (por ejemplo, nunca se la ve reír), pero empiezan a darse algunos intercambios de palabra amistosas con su patrón ante la ausencia de la esposa. Después de esforzarse por complacer a su amo, la vuelta de la esposa truncará está situación. Destruida por el dolor, ella termina abruptamente su padecimiento.